# Saltum Sogn
Saltum Sogn er et sogn i Jammerbugt Provsti (Aalborg Stift).
I 1800-tallet var Hune Sogn anneks til Saltum Sogn. Begge sogne hørte til Hvetbo Herred i Hjørring Amt. Saltum-Hune sognekommune blev ved kommunalreformen i 1970 indlemmet i Pandrup Kommune, som ved strukturreformen i 2007 indgik i Jammerbugt Kommune.
I Saltum Sogn ligger Saltum Kirke.
I sognet findes følgende autoriserede stednavne:
- Albæk (vandareal)
- Bredbjerg (bebyggelse)
- Bunken (bebyggelse)
- Ejersted (bebyggelse)
- Fårup (bebyggelse, ejerlav)
- Fårup Klit (bebyggelse)
- Jonstrup (bebyggelse)
- Kirkebakke (bebyggelse)
- Langbak (bebyggelse)
- Løt (bebyggelse)
- Over Jonstrup (bebyggelse)
- Rendbæk (bebyggelse)
- Saltum (bebyggelse)
- Saltum Kær (bebyggelse)
- Saltum Mark (bebyggelse)
- Saltum Strand (bebyggelse)
- Sønder Saltum (bebyggelse, ejerlav)
- Torpet (bebyggelse, ejerlav)
- Torpet Kær (bebyggelse)
- Vester Rendbæk (bebyggelse)
- Villerup Kær (bebyggelse)
- Voldkær (bebyggelse)
- Øster Rendbæk (bebyggelse)
- Østrup (bebyggelse, ejerlav)